# Play the Game
Play the Game är en låt med rockbandet Queen som släpptes på singel den 30 maj 1980. Den är det första spåret på skivan The Game som släpptes samma år.

## Musikvideo
I musikvideon står medlemmarna och sjunger i ett klassiskt livevis medan bakgrunden rullar i flammande lågor. Det är den första videon som visar frontmannen Freddie Mercury med mustasch.